# Louis Ier de Flandre
 (mars 2010).
Si vous disposez d'ouvrages ou d'articles de référence ou si vous connaissez des sites web de qualité traitant du thème abordé ici, merci de compléter l'article en donnant les références utiles à sa vérifiabilité et en les liant à la section « Notes et références ».
Louis Ier de Flandre, dit Louis de Dampierre, Louis de Nevers ou Louis de Crécy, né vers 1304 et mort à Crécy le 26 août 1346, est comte de Flandre et de Nevers de 1322 à 1346, ainsi que comte de Rethel de 1328 à 1346.

## Biographie
Louis est l'unique fils de Louis Ier de Nevers, fils du comte Robert III de Flandre, et de Jeanne de Rethel. Son grand-père Robert III lui fait épouser en juillet 1320 la fille du roi de France Philippe V, Marguerite, future comtesse d'Artois et de Bourgogne. Cette alliance se révèle prestigieuse, bien qu'elle soit néanmoins l'occasion pour Robert d'accepter le « Transport de Flandre », c'est-à-dire le transfert de souveraineté de la Flandre romane, qui comprend Lille, Douai et Orchies, associé au paiement d'un impôt écrasant. Louis succède, après la mort de son père en juillet 1322, à son grand-père Robert III deux mois plus tard. Sans attendre l'aval du roi de France, il se précipite en Flandre pour s'y faire proclamer comte afin de devancer les ambitions de son oncle Robert de Cassel, ce qui déplaît au roi de France Charles IV, qui le fait provisoirement enfermer en janvier 1323, avant que le Parlement de Paris ne le reconnaisse formellement comme nouveau comte. Le favori en titre du nouveau comte est Guy Grimaud, chevalier et seigneur de Lantilly à Cervon.
Toute sa vie, Louis de Nevers restera un étranger pour les Flamands. À cela plusieurs raisons : son père, comte de Nevers, n'a jamais été comte de Flandre ; le nouveau comte, élevé au Louvre, n'a jamais auparavant séjourné dans son futur domaine et préfère d'ailleurs vivre encore quelques années dans le Nivernais, où la notion de féodalité correspond mieux à la perception qu'il en a, que celle qu'il trouve à son avènement en Flandre, où les libertés des villes sont primordiales pour les artisans et les marchands. Prince avant tout français, fidèle par idéal chevaleresque à son suzerain naturel, il refuse obstinément l'alliance anglaise, pourtant vitale à l'industrie drapière flamande, ce que ne peuvent admettre les Flamands, qui ont combattu et même battu les élites féodales tant flamandes que françaises dans un passé récent, à Courtrai en 1302. Alors que tous ses prédécesseurs ont été proches des intérêts économiques du comté, Louis de Nevers s'en dissocie par vanité ou incompréhension. 
Il cède ainsi le port de L'Écluse à son grand-oncle Jean de Namur, au grand mécontentement des Brugeois, qui se soulèvent et mettent à sac le port rival en 1323. Il laisse gouverner dans un premier temps ses conseillers français, mais finit par ménager la noblesse flamande. Cependant, celle-ci, parce que pour l'essentiel pro-française, est tellement méprisée par le peuple qu'une partie du comté, notamment Courtrai et Bruges, se soulève, menée par Nicolaas Zannekin. Le comte est même capturé par les Brugeois et ses compagnons exécutés, lors de l'incendie de Courtrai le 19 juin 1325. Les Gantois se déclarent cependant en sa faveur et forcent les Brugeois à le relâcher en novembre 1325. À la suite d'un nouveau soulèvement des Brugeois, le comte doit finalement faire appel au roi de France Philippe VI, qui écrase les villes révoltées à Cassel le 23 août 1328. Louis peut ainsi, après une répression violente, provisoirement renforcer son pouvoir et accorder aux villes des libertés plus restrictives, que les Brugeois qualifient de « mauvais privilège ». 
En octobre 1334, Jean de Faukemberghe, sergent du roi à Amiens, vient en Flandre pour citer à comparaître Louis à Montreuil, pour faire connaître et entériner la décision du roi, à propos de la propriété de Bailleul, revendiquée par Louis et par la dame de Cassel, (Jeanne de Bretagne épouse de Robert de Cassel). La décision du roi est favorable à cette dernière (Robert de Cassel avait reçu de son père Robert III de Flandre toute la Flandre maritime en échange de sa renonciation au comté de Flandre). 

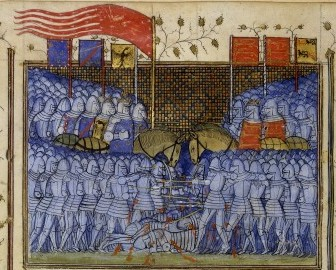
La bataille de Crécy, lors de laquelle Louis est tué.

Même s'il siège dorénavant dans leur ville, Louis mécontente les Gantois en 1335 en obligeant, selon la volonté du roi Philippe VI, les navires flamands à guerroyer contre les navires anglais d'Édouard III. Ce sont les premiers épisodes de la guerre de Cent Ans, dont les suivants vont se dérouler en grande partie sur le sol flamand, en l'absence du comte. Privée de laine anglaise, la Flandre entre immédiatement en crise économique, et la haine tant des ouvriers que des artisans se focalise sur le comte. L'arrestation en 1337 d'un patriote gantois, Siger le Courtraisien, met le feu aux poudres : les Gantois prennent pour chef un bourgeois très populaire, Jacques van Artevelde, et repoussent sous sa conduite l'avant-garde de l'armée royale le 11 avril 1338. Le 23 avril, Artevelde défait la chevalerie du comte devant le château de Biervliet, près de Terneuzen. C'en est définitivement fait de l'autorité comtale de Louis de Nevers. Jacques van Artevelde devient le véritable maître de la Flandre et négocie la reprise du commerce avec Édouard III. Louis de Nevers s'enfuit de Gand à l'été 1338 et se réfugie à la cour de Philippe VI.
Après l'assassinat de Jacques van Artevelde en juillet 1345, Louis tente de reprendre pied en Flandre et s'installe à Termonde, mais en est chassé par les Gantois. Il refuse de reconnaître la suzeraineté d'Édouard III qui s'est entre-temps proclamé roi de France et a été reconnu comme tel par les Flamands, déclarant qu'il ne ferait hommage à Édouard que quand ce monarque aurait pris possession de la France. Il vend alors au duc Jean III de Brabant la seigneurie de Malines qu'il avait difficilement acquise entre 1333 et 1336, et revient auprès de Philippe VI, qu'il suit dans ses campagnes contre les Anglais. C'est ainsi qu'il est massacré comme tant d'autres chevaliers français au cours de la bataille de Crécy, le 26 août 1346. Le corps de Louis est enterré par Édouard III à l'abbaye de Saint-Riquier, puis est plus tard ramené à Bruges par son fils et successeur Louis II, qui lui fait édifier un mausolée dans l'église Saint-Donat.

## Descendance
De son mariage avec Marguerite de France (1309-1382), fille de Philippe V le Long, roi de France, et de Jeanne II de Bourgogne, comtesse de Bourgogne et d'Artois, qui hérita en 1361, des comtés de Bourgogne (Franche-Comté) et d'Artois, il laissa un fils :
- Louis II de Male (1330-1384).